# Serie T7
Serie T7 es el primer EP del dúo Triple Seven, y el primero de la serie Tranz4Mando El Universo de Los Legendarios. El sencillo para este EP fue «Grito de Júbilo».

## Lista de canciones
| N.º | Título            | Duración |  |
| 1.  | «Intro»           | 2:45     |  |
| 2.  | «Grito de Júbilo» | 3:30     |  |
| 3.  | «Quiero Volver»   | 3:49     |  |
| 4.  | «Yo Iré»          | 3:28     |  |
| 5.  | «Tu Reflejo»      | 3:42     |  |

## Vídeos
| Fecha de lanzamiento  | Título        | Director             |
| --------------------- | ------------- | -------------------- |
| 29 de octubre de 2015 | Quiero Volver | Billy "Musiko" Perez |